# オクトクリレン
オクトクリレン（Octocrylene）とは、有機化合物の1種であり、2-シアノ-3,3-ジフェニル-2-プロペン酸 2-エチルヘキシルエステルのことである。

## 性質

オクトクリレンの線角構造式。2-シアノ-3,3-ジフェニル-2-プロペン酸と、2-エチルヘキサン-1-オールのエステルである。

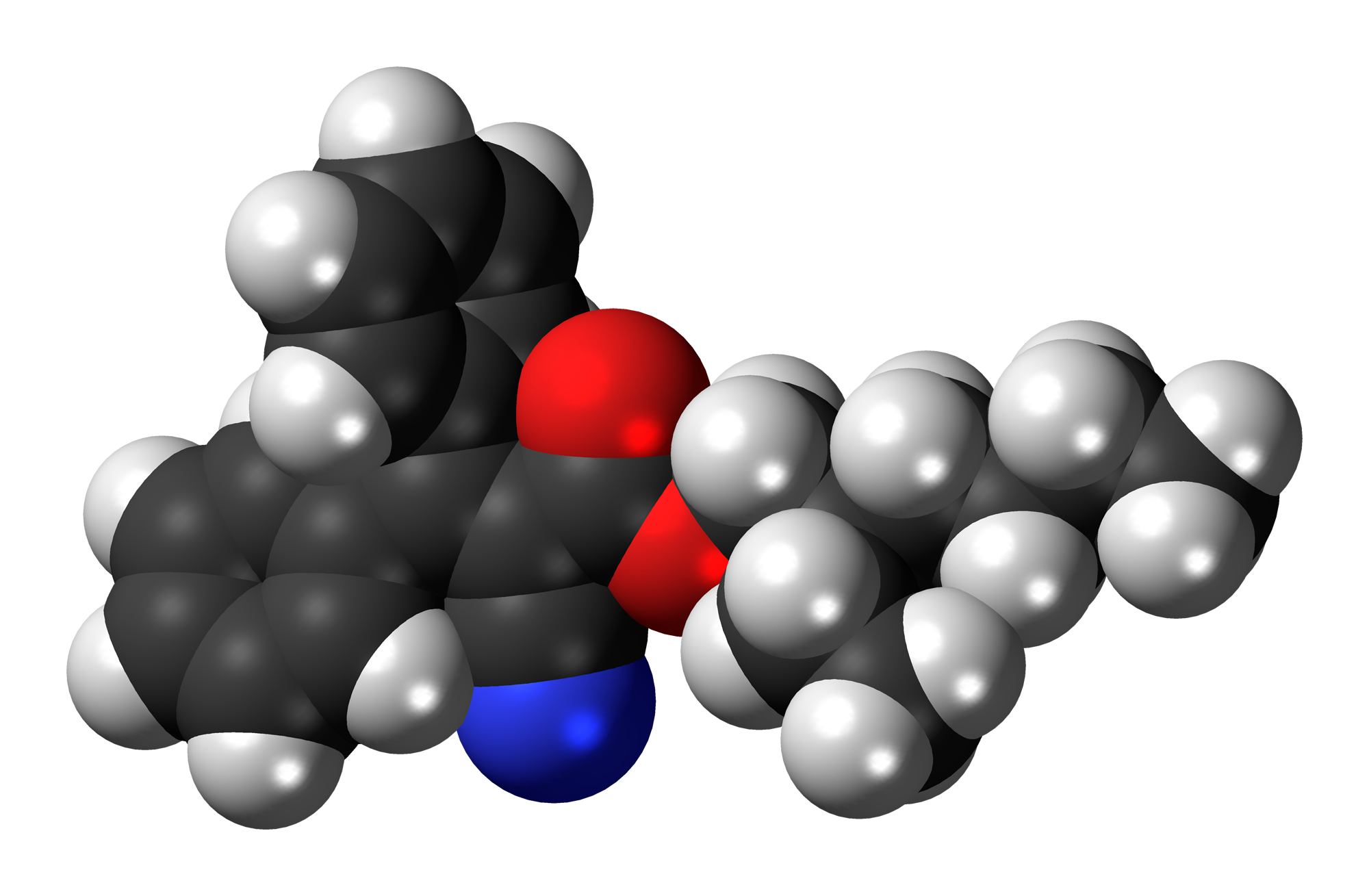
オクトクリレンの分子模型。黒が炭素、白が水素、赤が酸素、青が窒素を表している。

オクトクリレンの分子式はC24H27NO2、分子量は361.48 である。
融点は約−10 ℃で、常温常圧では粘性のある黄色の液体である。
なお、引火点は113 ℃である。
水には溶解しない。
分子内のエステルのカルボン酸側に共役系が広がっているため、オクトクリレンは紫外線を吸収する性質を持っている。UVB（波長280 nmから315 nm）の中でも長波長側と、UVA（波長315 nm以上を紫外線）の中でも比較的短波長側、具体的には波長290 nmから350 nmの紫外線を吸収する性質を持っている。

## 用途
オクトクリレンは波長290 nmから350 nmの紫外線を吸収する上に、水に溶けず、光に対して比較的安定なので、耐水性の日焼け防止剤（紫外線吸収剤）として用いられることがある。
しかしながら、紫外線を吸収する能力があるとは言え、それほど紫外線を強く吸収するわけではない（だからこそ光に対して比較的安定）なので、オクトクリレンを単独で日焼け防止の用途に用いても不充分な効果しか得られない。対して、他の紫外線吸収剤と併用した場合、オクトクリレン自身は比較的安定であるため、他の紫外線吸収剤を防護する役目を果たすことができる。
これによって、紫外線から皮膚を守ることができるため、日本でも化粧品などに配合されることがあり、2011年1月26日現在、化粧品100 g中にオクトクリレンを10 gまで配合することが許可されている。

## 危険性
日焼け止めにしばしば用いられる化合物として、オキシベンゾンやメトキシケイ皮酸エチルヘキシルやスリソベンゾンが挙げられる。これら3つの化合物と同様に、オクトクリレンもまたヒトの皮膚から吸収され、皮膚に障害を引き起こす場合があることが判明した。さらに、オクトクリレンについてはケトプロフェンと共に感作が起こると、ケトプロフェンを使用した時に光線過敏症が起こる危険性が高まることが2010年7月に報告された一方、強い紫外線は皮膚がんになる危険性を上げるなど、様々な害が知られており、上記のような危険があったとしても、強い紫外線に肌が直接長時間曝されるような状況などにおいては、日焼け防止剤を使用することの利点の方が上回ることもあるとする考えもある。しかしながら、日焼け防止剤が皮膚に障害を与え得る状況を防ぐ手法が開発されるまでは、例えば太陽光の下では皮膚の露出を避けるなど、日焼け防止剤を使用する以外の紫外線防御法を利用することも考えるべきである。

健康への影響や代替成分については、記事「サンスクリーン剤」も参照のこと。